# Улахан-Сис
Улаха́н-Си́с — горный хребет в Якутии, являющийся продолжением Полоусного кряжа.
Хребет протягивается от Индигирки на северо-востоке на 160 км до истоков реки Сундрун, по междуречью рек Большая Эрча и Шандрин на северо-западе и Хатыстах и Арга-Юрях на юго-востоке. Высота хребта достигает 754 м. Сложен гранитами, девонскими песчаниками и эффузивами. На дне долин встречаются редкостойные лиственничные леса.